# Borzytuchom (gmina)
Borzytuchom – gmina wiejska w województwie pomorskim, w powiecie bytowskim. W latach 1975–1998 gmina położona była w województwie słupskim.
W skład gminy wchodzi 8 sołectw: Borzytuchom, Chotkowo, Dąbrówka, Jutrzenka, Krosnowo, Niedarzyno, Osieki, Struszewo.
Sieć osadnicza w gminie
Według danych 2023 roku gminę zamieszkiwało 3510 osób.
| Miejscowości w administracji gminy Borzytuchom | Miejscowości w administracji gminy Borzytuchom | Miejscowości w administracji gminy Borzytuchom | Miejscowości w administracji gminy Borzytuchom | Miejscowości w administracji gminy Borzytuchom |
| Nazwa | Rodzaj miejscowości                            | Miejscowość podstawowa                         | SIMC                                           | Położenie geograficzne                         |
| --- | ---------------------------------------------- | ---------------------------------------------- | ---------------------------------------------- | ---------------------------------------------- |
| Borzytuchom | wieś                                           |                                                | 0740837                                        | 54°12′00″N 17°22′07″E/54,200000 17,368611      |
| Chotkowo | wieś                                           |                                                | 0740843                                        | 54°09′44″N 17°20′55″E/54,162222 17,348611      |
| Dąbrówka | wieś                                           |                                                | 0740850                                        | 54°09′56″N 17°24′10″E/54,165556 17,402778      |
| Jutrzenka | wieś                                           |                                                | 0740866                                        | 54°12′19″N 17°19′54″E/54,205278 17,331667      |
| Kamienica | osada leśna                                    | Jutrzenka                                      | 0740872                                        | 54°12′38″N 17°16′53″E/54,210556 17,281389      |
| Kamieńc | osada                                          | Jutrzenka                                      | 0740889                                        | 54°13′52″N 17°16′33″E/54,231111 17,275833      |
| Kamieńczyn | osada                                          | Jutrzenka                                      | 1013909                                        | 54°11′07″N 17°15′43″E/54,185278 17,261944      |
| Krosnowo | wieś                                           |                                                | 0740903                                        | 54°14′20″N 17°21′30″E/54,238889 17,358333      |
| Niedarzyno | wieś                                           |                                                | 0740910                                        | 54°13′09″N 17°25′37″E/54,219167 17,426944      |
| Osieczki | osada leśna                                    | Osieki                                         | 0740932                                        | 54°15′30″N 17°26′26″E/54,258333 17,440556      |
| Osieki | wieś                                           |                                                | 0740926                                        | 54°13′36″N 17°24′17″E/54,226667 17,404722      |
| Ryczyn | przysiółek wsi                                 | Jutrzenka                                      | 0740895                                        | 54°13′15″N 17°18′52″E/54,220833 17,314444      |
| Struszewo | wieś                                           |                                                | 0740949                                        | 54°10′47″N 17°21′46″E/54,179722 17,362778      |
| Źródła: Wykaz urzędowych nazw miejscowości i ich części (xls),Dz.U. z 2013 r. poz. 200 oraz Dz.U. z 2015 r. poz. 1636, Zbiory danych państwowego rejestru nazw geograficznych -2025-06-15 |                                                |                                                |                                                |                                                |

Siedziba gminy to Borzytuchom.
Według danych z 31 grudnia 2011 gminę zamieszkiwało 2998 osób.

## Struktura powierzchni
Według danych z roku 2002 gmina Borzytuchom ma obszar 108,57 km², w tym:
- użytki rolne: 41%
- użytki leśne: 50%

Gmina stanowi 4,95% powierzchni powiatu.

## Demografia

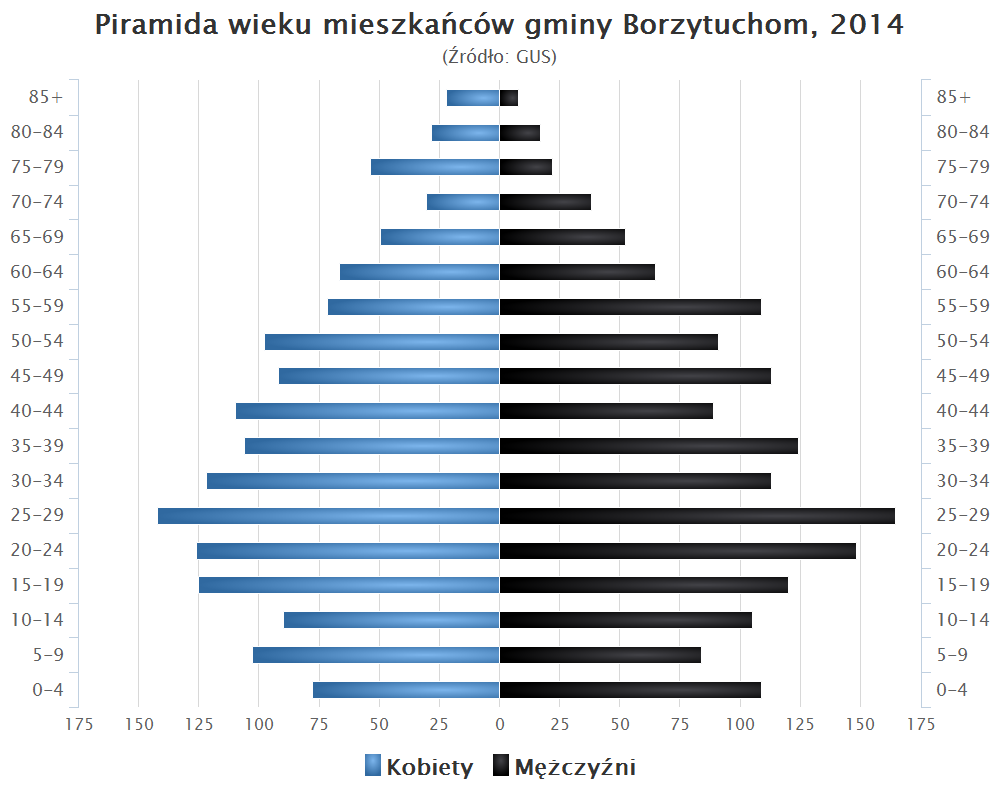
Piramida wieku mieszkańców gminy Borzytuchom w 2014 roku

Dane z 30 czerwca 2004:
| Opis                              | Ogółem | Ogółem | Kobiety | Kobiety | Mężczyźni | Mężczyźni |
| --------------------------------- | ------ | ------ | ------- | ------- | --------- | --------- |
| jednostka                         | osób   | %      | osób    | %       | osób      | %         |
| populacja                         | 2798   | 100    | 1375    | 49,1    | 1423      | 50,9      |
| gęstość zaludnienia (mieszk./km²) | 25,8   | 25,8   | 12,7    | 12,7    | 13,1      | 13,1      |

## Ochrona przyrody
- Park Krajobrazowy Dolina Słupi
- Rezerwat przyrody Grodzisko Borzytuchom

## Sąsiednie gminy
Bytów, Czarna Dąbrówka, Dębnica Kaszubska, Kołczygłowy, Tuchomie